# Petrarch (cràter)
Petrarch és un cràter d'impacte en el planeta Mercuri de 167 km de diàmetre. Porta el nom del poeta italià Francesco Petrarca (1304-1374), i el seu nom va ser aprovat per la Unió Astronòmica Internacional el 1976.